# Marcelo Mario Sajen
Marcelo Mario Sajen (26 de octubre de 1965-30 de diciembre de 2004) fue un violador en serie argentino que en tanto mantenía la apariencia de un esposo y padre modelo, entre 1985 y 2004 violó por lo menos a 93 jóvenes mujeres en la Ciudad de Córdoba, pero se cree que su número de víctimas serían más de 200. El 28 de diciembre de 2004 se suicidó de un disparo en la cabeza ante la inminencia de ser detenido y falleció en la mañana del día 30 de diciembre.

## Los hechos
Sajen, a quien apodaban El Turco, formó dos familias que vivían a pocas cuadras de distancia y sus parejas se conocían entre sí, tenía cinco hijos y tres hijas. La primera violación comprobada la realizó cuando tenía 19 años, el 9 de septiembre de 1985 en Pilar, una localidad a solo 41 kilómetros de la ciudad de Córdoba, cuando atacó desde atrás a una joven de 14 años que iba por la ruta, la condujo a un descampado y abusó de ella. Fue descubierto y condenado a seis años de prisión, de los cuales cumplió solo cuatro. A partir de 1991 volvió a cometer violaciones hasta que el 8 de septiembre de 1999 fue a la cárcel por asaltar una pizzería después de haber violado a una chica. El 8 de septiembre de 1999, cayó preso por asaltar a los tiros una pizzería del barrio La Cañada; condenado a cinco años y medio de prisión, pero beneficiado por la ley que descontaba de la condena dos días por cada uno de prisión preventiva salió libre en 2002 y volvió a cometer violaciones, la última de ellas, de una joven de 16 años, el 27 de diciembre de 2004, un día antes de darse el tiro que le causó la muerte. Según las denuncias, entre 1991 y 2004 realizó 80 ataques en la calle en los que violó a 93 mujeres (llegó a abusar de hasta tres jóvenes en un mismo hecho).

## Modus operandi
Sejen mantuvo la misma forma de actuar desde que comenzó sus ataques. Sus víctimas eran mujeres menores de 30 años, no más altas que los 1,70 cm que medía él y de contextura pequeña, a las que podía dominar físicamente con sus 80 kg de peso. Se acercaba de atrás, de noche, las sujetaba con el brazo derecho mientras en la mano izquierda sostenía una pistola o un cuchillo y mientras las amenazaba con lastimarlas -una de ellas contó que le dijo que si resistía la "cortaría toda"- les exigía: "Abrazame como si fueras mi novia. No me mires si no querés que te mate. Portate bien que no te va a pasar nada malo". Las obligaba a caminar juntos muchas cuadras –aunque hubiera otros transeúntes- hasta un baldío, donde las violaba y robaba lo que tuvieran antes de dejarlas.

## Investigación
Desde 2002, las chicas jóvenes se cuidaban de ir caminando por la zona del Parque Sarmiento para llegar a la Ciudad Universitaria porque empezaban a circular las versiones sobre las violaciones.
El caso del violador serial tardó en trascender porque las denuncias fueron pocas en los primeros años, estaban a cargo de distintos jueces y hasta 2003 nadie las vinculaba entre sí. Al año siguiente, una víctima -que utilizó el nombre ficticio de Ana- envió un correo electrónico que se difundió ampliamente en las redes sociales. Ana contaba que en la comisaría le dijeron que no era la primera víctima del violador y aconsejaba: "No anden solas, no se descuiden, no confíen en la policía... tenemos que estar preparadas y mentalizadas de que si alguien nos llama de atrás, nos pone una mano en el hombro o nos agarra, la única forma de zafar es gritando, tirándote al piso, abrazando a alguien que ande por ahí, metiéndote en un negocio o, simplemente, corriendo...". La presión de los cordobeses sobre las autoridades requiriendo el esclarecimiento de los casos iba aumentando y ante la sospecha fundada en su forma de actuar y en su capacidad de eludir a la policía de que el violador perteneciera a ese cuerpo, el gobernador ordenó "ADN para todos".
Después que se publicara un identikit que se suponía correspondía al violador que era buscado, una de las víctimas creyó reconocer en él a su atacante, por lo que Gustavo Camargo, un verdulero del barrio San Vicente de Córdoba estuvo detenido 41 días –la coincidencia con el identikit y el hecho de que, al igual que el violador, no usara calzoncillos dio a los investigadores la casi certeza de haber detenido al violador-, hasta que se comprobó su inocencia por el ADN, después de un análisis que demoró mucho más de lo debido. No fue el único en pasar por esa situación, aunque su período de encarcelamiento fue el más largo.
En septiembre de 2004, el fiscal Ugarte (más adelante nombrado juez) se hizo cargo de la causa, comprobó que entre 1991 y 1997 se habían registrado ataques similares en el barrio San Vicente y alrededores que se interrumpieron entre 1999 y 2000, por lo que deduciendo que el delincuente había estado preso en ese lapso, investigó a todos los que llenaran esa condición y tuvieran un parecido físico con el violador y allí aparecía Sajen entre varios sospechosos. Su esposa, Zulma Villalón, con quien había convivido 22 años, permitió que le sacaran una muestra de sangre a uno de sus hijos y aportó un peine y un cepillo de dientes de su esposo, pero la prueba de ADN fue terminante en cuanto a su coincidencia con el semen hallado en sus víctimas.
El 23 de diciembre de 2004 la policía allanó una de sus viviendas del barrio Villa Urquiza pero Sajen ya no estaba allí. El 28 de diciembre un excompañero de cárcel llamó y lo delató, movido por la recompensa de 50.000 pesos que estaba vigente y ese día cuando estaba por ser detenido  Sajen se disparó en la sien con una pistola calibre .45 ACP en el jardín de una casa en Tío Pujio al 1800 del barrio Santa Isabel, donde se había refugiado, y murió el día 30 en el Hospital Municipal de Urgencias de Córdoba, adonde había sido trasladado con sólo algunos signos de vida cerebral y sin posibilidades de ser operado. En el mismo establecimiento habían sido internados con crisis nerviosas su esposa y su hijo de 18 años que, según algunas versiones, habría intentado suicidarse con barbitúricos.

## Repercusiones
Al conocer la captura de Sajen, el intendente de Córdoba Luis Juez dijo que era “una gran tranquilidad que el delincuente más buscado esté agonizando en un hospital”. “Es la mejor noticia que pudimos recibir los cordobeses a fin de año, porque la verdad este hombre había ganado en picardía, en fama, en astucia y los cordobeses todo en angustia”, aseguró. Su esposa Zulma se disculpó en su nombre y por sus hijos, dijo que ignoraba lo que había hecho su marido y pidió que no se les guardara rencor.

## Película y libro
Dante Leguizamón y Claudio Gleser narran la investigación que realizaron sobre los hechos. El libro señaló la revictimización que sufrían las jóvenes al hacer la denuncia y después, atendidas por policías que se preocupaban si ellas habían estado vestidas de manera “provocativa” o con ropa “insinuante” –palabras que usaban los policías cuando las entrevistaban después de haber sido atacadas-. En tanto los medios de comunicación de la época trataban a Sajen de monstruo, diferenciándolo de las personas “comunes”, el libro critica esa caracterización y señala que era un cordobés como cualquier otro, que tenía “prestigio” entre los delincuentes y también era confidente de la Policía, que era un violento y también un padre querido por sus hijos y un marido amado por sus dos parejas. Por otra parte, el gobierno peronista de la época era denunciado por su impericia, desidia e inacción para  esclarecer el caso. Según los autores del libro: "Basta leer algunas páginas para entender que nuestro trabajo apuntó justamente a demostrar que Sajen no era un monstruo".
En 2021 se estrenó la película La noche más larga, dirigida por Moroco Colman y protagonizada por Daniel Aráoz, cuyo guion está referido a la vida de Sajen. Dante Leguizamón opinó que el filme acentúa la revictimización de las jóvenes cuando, por ejemplo, viste a todas las actrices que representan a las víctimas con ropa insinuante - polleras cortas, escotes profundos-, lo cual además no es veraz, pues en su gran mayoría los ataques recayeron sobre jóvenes  cuando volvían de estudiar o trabajar. También fue crítico con la reiteración innecesaria de detalles específicos de las escenas de violación, como mostrar los genitales del violador o que las obligaba a practicarles sexo oral, siendo que a los fines del filme con una vez era suficiente. Criticó asimismo el uso de primeros planos en tales escenas y que, en síntesis, nunca se muestra a esas chicas más que como víctimas, como mujeres sometidas, llorando, sin capacidad de reaccionar. Dice que el director incurre en el mismo error que cometieron los medios de comunicación de la época al perfilar a Sajen como un monstruo horroroso y no –como demostró el libro- un cordobés como cualquiera cuya captura se demoró por la impericia, la desidia y la inacción del gobierno.